# Hayato Tani
Hayato Tani  (谷 隼人?, Tani Hayato), pseudonimo di Hajime Iwatani (岩谷 肇?, Iwatani Hajime; Kirishima, 9 settembre 1946), è un attore giapponese.

## Biografia
È nato a Kirishima, nella prefettura di Kagoshima, in Giappone, e cresciuto nella città di Sasebo, appartenente alla prefettura di Nagasaki.
Si sposò la prima volta nel 1971 ed in seconde nozze nel 1981 sposò Kikko Matsuoka con la quale apparve insieme in diversi spettacoli televisivi.
È conosciuto soprattutto per il ruolo del Generale Lee nel programma televisivo intitolato Takeshi's Castle. 
Ha partecipato anche alla serie televisiva intitolata Hikari Sentai Maskman appartenente alla serie Super Sentai Series del 1987 nella quale ricopriva il ruolo del Comandante Sugata. 
A volte risulta accreditato come Hayati Tani.